# ヘイズ・セント・レジャー (第2代ドナラル子爵)
第2代ドナラル子爵ヘイズ・セント・レジャー（英語: Hayes St Leger, 2nd Viscount Doneraile、1755年3月9日 – 1819年11月8日）は、アイルランド王国出身の貴族、政治家。

## 生涯
初代ドナラル子爵セント・レジャー・セント・レジャーとメアリー・バリー（Mary Barry、1778年3月3日没、レッドモンド・バリーの娘）の息子として、1755年3月9日に生まれた。
1776年から1788年までドナラル選挙区の代表としてアイルランド庶民院議員を務め、1780年にコーク県長官を務めた。また、1783年の選挙ではディングル選挙区でも当選したが、引き続きドナラル選挙区の代表として議員を務めた。
1787年5月15日に父が死去すると、ドナラル子爵位を継承、1789年2月5日にアイルランド貴族院議員に就任した。1801年のグレートブリテン及びアイルランド連合王国成立に伴い、ドナラル子爵の指名選挙区であるドナラル選挙区が廃止されると、その補償として1万5千ポンドを受け取った。その後、1809年から1819年までコーク県総督を務めた。
1819年11月8日に病気で急死、息子ヘイズが爵位を継承した。

## 家族
1785年9月3日、シャーロット・バーナード（Charlotte Bernard、1764年 – 1835年9月2日、ジェームズ・バーナードの娘）と結婚、1男2女をもうけた。
- ヘイズ（1786年 – 1854年） - 第3代ドナラル子爵
- シャーロット（1845年没） - 1816年7月8日、ジョナス・ストール（Jonas Stawell、1835年1月15日没）と結婚
- ハリエット（1846年5月29日没） - 1821年10月31日、リチャード・スミス（Richard Smyth、1858年没）と結婚